# Epocă standard
În astronomie, epoca standard corespunde epocii (adică momentului) utilizate pentru determinarea orientării axei polilor tereștri în raport cu sfera cerească în vederea determinării originii sistemului de coordonate ecuatoriale, compuse din ascensia dreaptă și din declinație. Din 1984, epoca standard este J2000.0. Înainte era B1950.0.
Necesitatea alegerii unei epoci standard  în afară de coordonatele unui astru provine din faptul că punctul de referință, care este punctul vernal, se schimbă (fără îndoială foarte încet) în cursul timpului din cauza precesiei Pământului în jurul axei sale de rotație.